# Arboreto Municipal de Elche

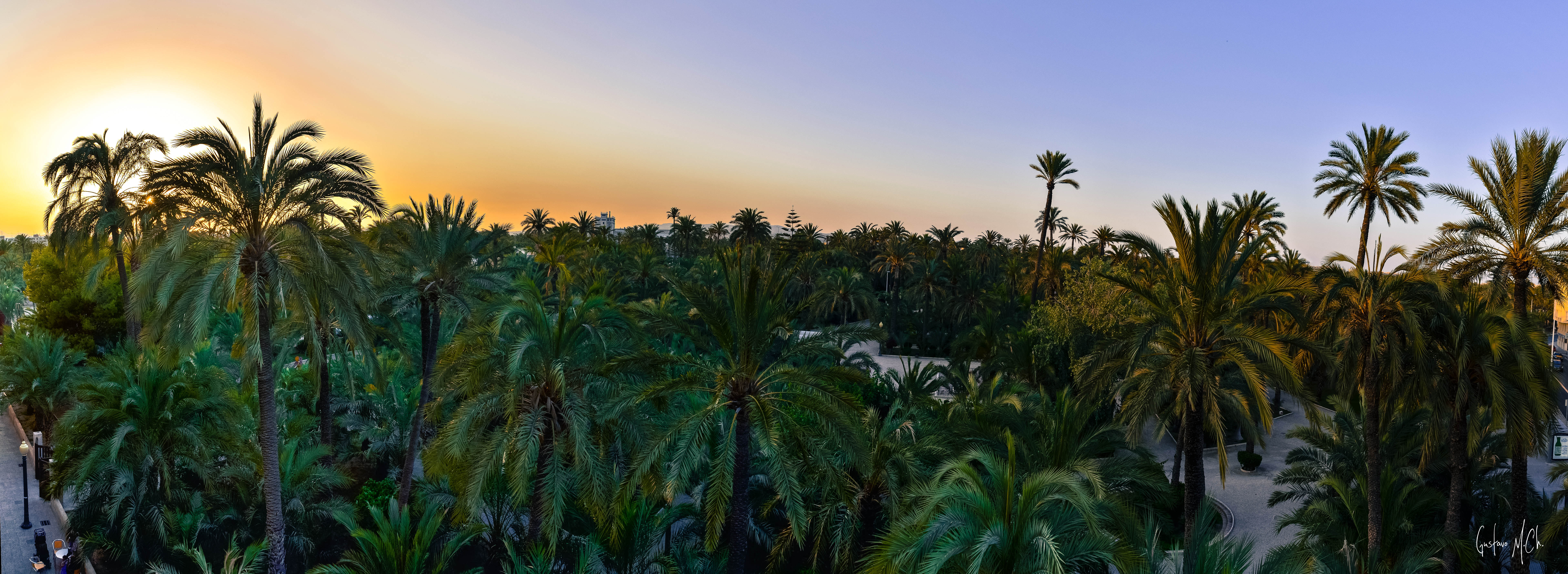
Vista general del palmeral de Elche.

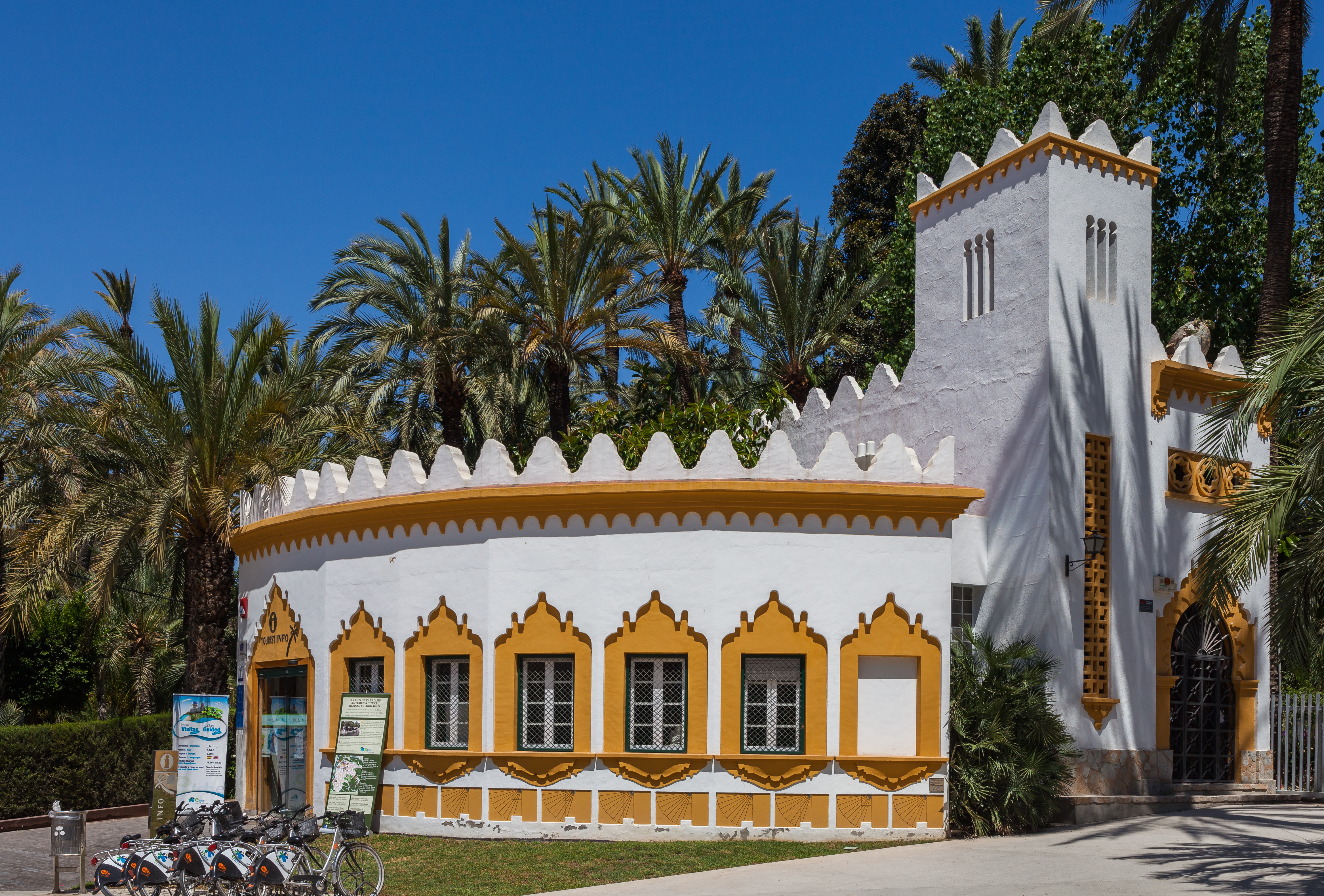
Oficina de turismo del palmeral.

El Arboreto Municipal de Elche (en valenciano, Arboretum del Municipi d'Elx) es un arboreto de unos 5000 m² que se encuentra en la ciudad de Elche, provincia de Alicante (España). 

## Localización
Se encuentra en la zona norte del Parque Municipal de Elche en la ciudad de Elche, España.
Planos y vistas satelitales38°16′11″N 0°41′54″O / 38.26961, -0.69836

## Historia
El Arboreto se inauguró por iniciativa del ayuntamiento en 1991 con una extensión 5 000 m², en la zona norte del Parque Municipal de Elche que tiene una extensión de unas 7 hectáreas.
El parque municipal se encuentra actualmente en el centro de la ciudad, y es un gran palmeral, resultado de la agrupación de varios antiguos huertos dedicados al cultivo de las palmeras datileras.

## Colecciones
Las plantas que aquí se presentan se encuentran agrupadas en diferentes secciones, tal como: 
- Palmas, aunque la más abundante es la palmera datilera de Elche Phoenix iberica (Phoenix dactylifera),
- Árboles frutales, granados, higueras, azufaifos
- Coníferas tropicales, de Cuba, República Dominicana,..
- Choperas, con varias especies de Populus, destacando Populus euphratica.